# Schloss Eugensberg

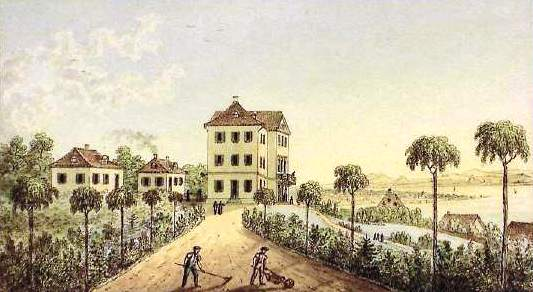
Schloss Eugensberg um 1850

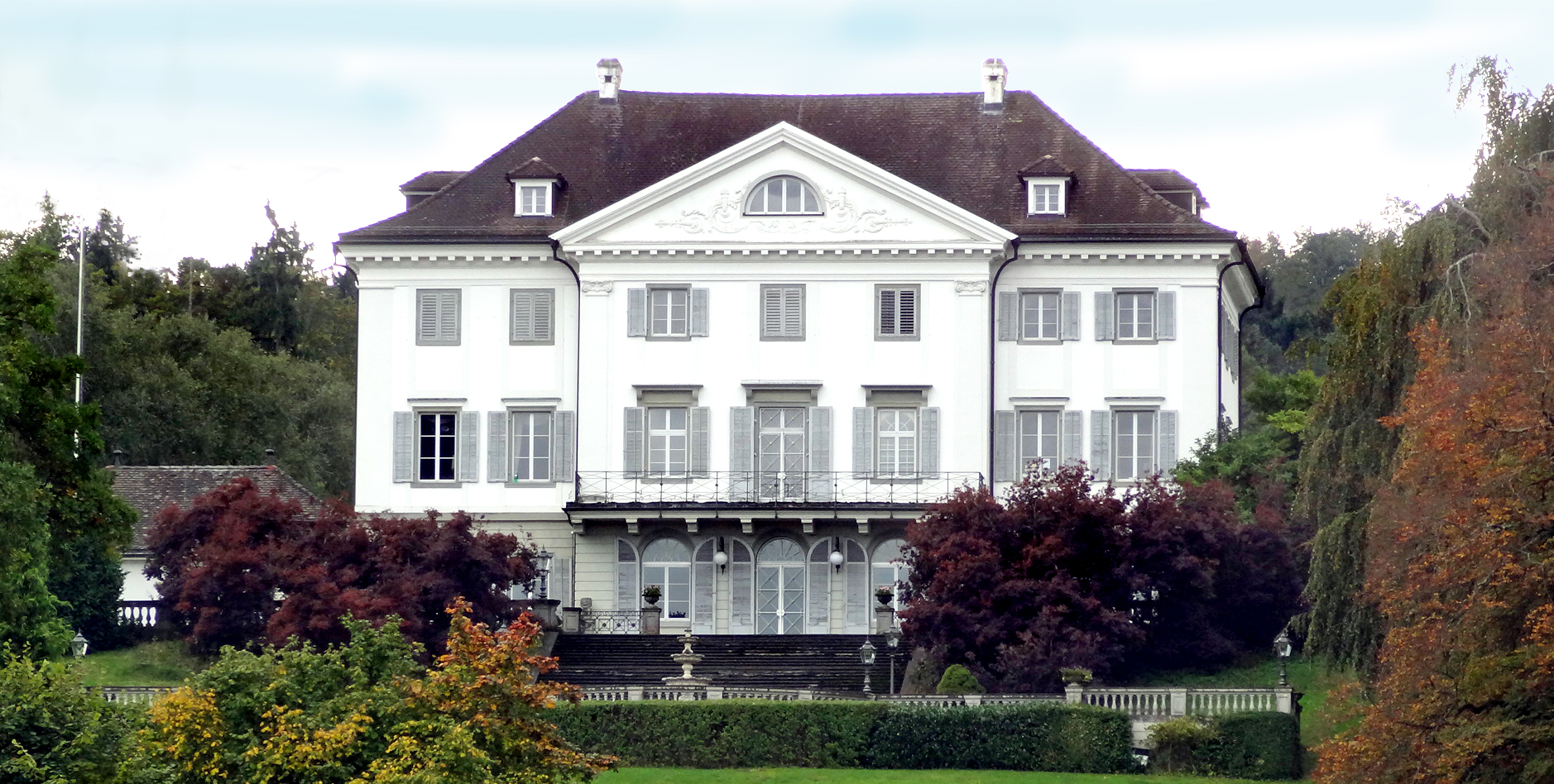
Schloss Eugensberg 2014

Schloss Eugensberg liegt auf der Gemarkung von Salenstein im Kanton Thurgau in der Schweiz am Südufer des Untersees gegenüber der Insel Reichenau. Das weisse Gebäude stammt aus der Zeit des Empire und ist von einem englischen Landschaftsgarten umgeben, der in Wiesen und Wälder übergeht. Das klassizistische Schloss ist nach seinem Erbauer Eugène de Beauharnais benannt. Im 20. Jahrhundert erfolgten mehrfach architektonische Eingriffe in das historische Ensemble.

## Geschichte

### Unter der Familie Beauharnais

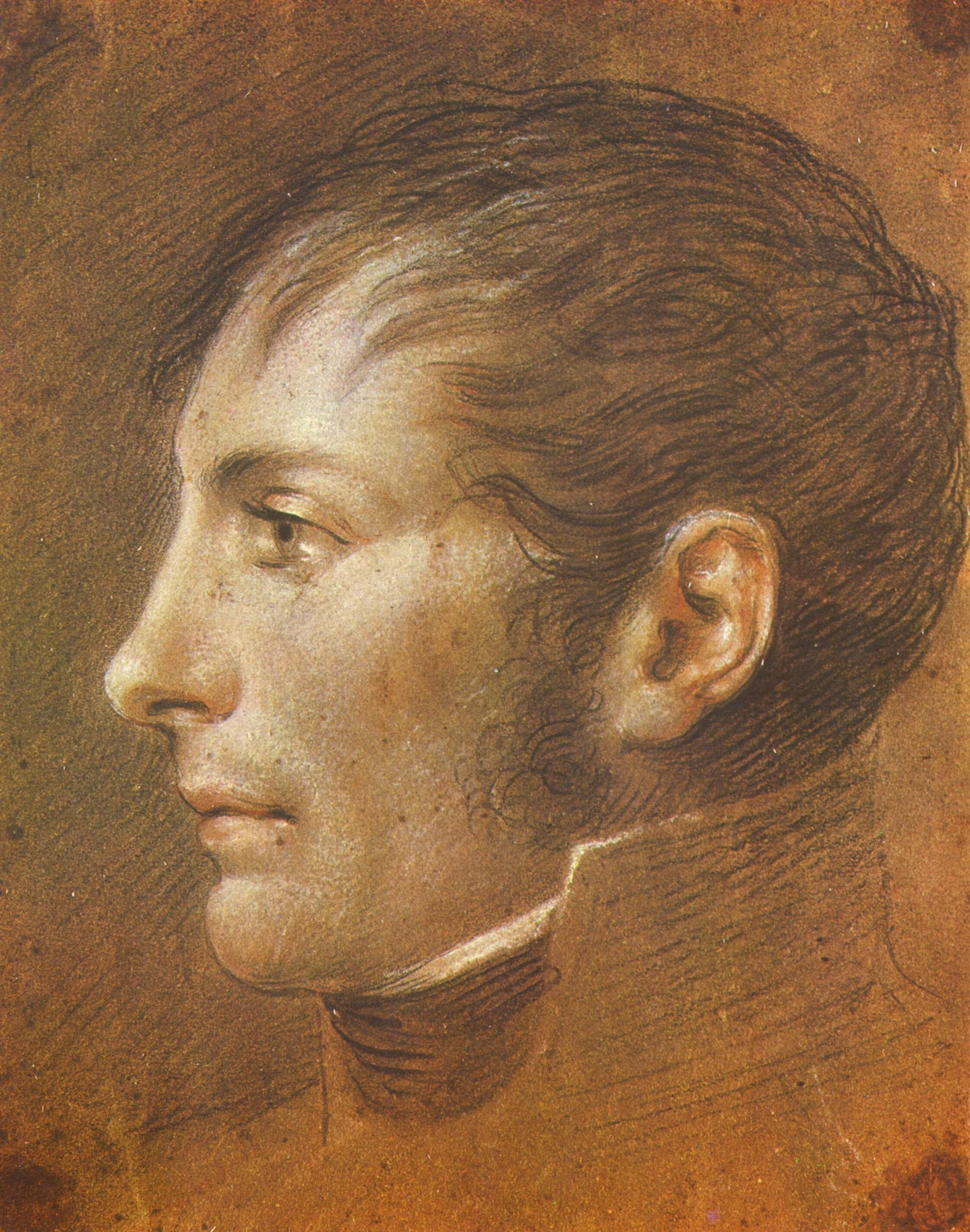
Eugène de Beauharnais, Herzog von Leuchtenberg, erbaute Schloss Eugensberg

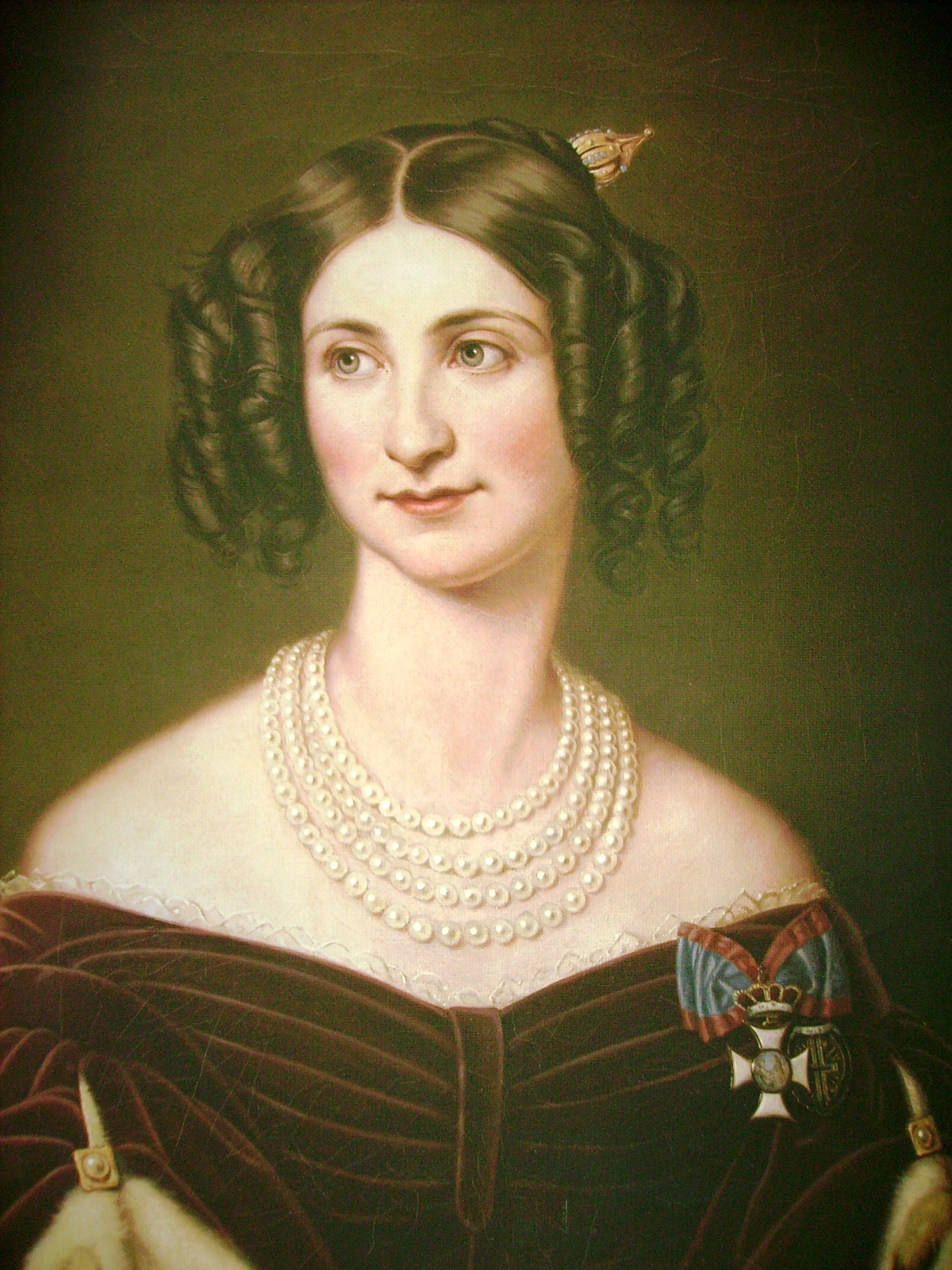
Eugénie de Beauharnais, Fürstin von Hohenzollern-Hechingen

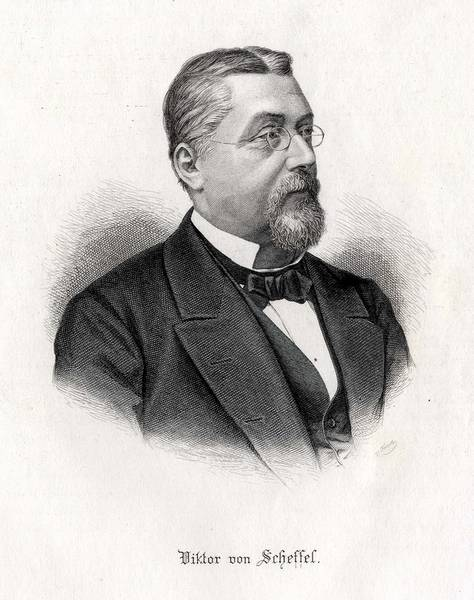
Der Dichter Viktor von Scheffel war mehrmals Gast auf Schloss Eugensberg …

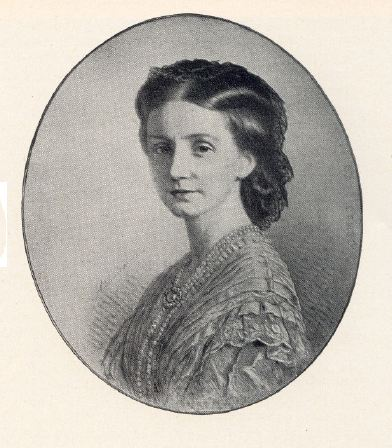
… bei der Gräfin Amélie von Reichenbach-Lessonitz

Eugène de Beauharnais, Stiefsohn Napoléon Bonapartes und ehemaliger Vizekönig von Italien, besuchte mehrfach seine Schwester Hortense, die vormalige Königin von Holland, am Untersee. Diese hatte um 1817 das benachbarte Schloss Arenenberg gekauft. Er erwarb 1819 vom Landwirt Johann Eigenmann den Gutsbetrieb Sandegg für 15.000 Gulden – jedoch ohne die Burg Sandegg, welche damals Louise Cochelet gehörte. Damit erhielt Eugène de Beauharnais das reizvoll gelegene Baugrundstück für Schloss Eugensberg. Dessen Lage erlaubt einen Ausblick auf den Bodensee, die Reichenau, nach Konstanz, Mannenbach, Berlingen, Steckborn und in den Hegau. Zugleich erwarb er damit einen geeigneten Rückzugsort in der neutralen Schweiz. Das Schloss wurde von 1819 bis 1821 errichtet, weder Architekt noch Baupläne sind bekannt. Eugène besuchte Eugensberg nur wenige Male, er verstarb am 21. Februar 1824 und vermachte das Schloss seiner Tochter Eugénie de Beauharnais.
Diese heiratete am 22. Mai 1826 den späteren Fürsten Konstantin von Hohenzollern-Hechingen und lebte zur Sommerzeit weiter auf dem Schloss Eugensberg, pflegte Kontakt zu ihrer Tante Hortense und zu ihrem Vetter Louis Napoléon, dem späteren Kaiser Napoléon III. 1834 verkaufte sie Schloss Eugensberg, um den Umbau der Villa Eugenia in Hechingen zu finanzieren. Auch ihr Mobiliar machte zumindest teilweise den Umzug in die Residenz des Fürstentums Hohenzollern-Hechingen mit.

### Eigentümer im 19. Jahrhundert
Käufer im Jahre 1834 war für 32 000 Gulden Heinrich von Kiesow aus Augsburg, sein Vater war ein erfolgreicher Hersteller von «Balsam und Lebensessenzen». Nachdem er schwer erkrankt war, verkaufte er 1857 Eugensberg. Es wurde zu einem Hochzeitsgeschenk im Wert von 189 000 Franken für Amélie von Reichenbach-Lessonitz. Der Ehemann Wilhelm von Reichenbach-Lessonitz starb 1865.
Die Gräfin lebte in der Folge zurückgezogen mit ihrer einzigen Tochter Pauline, die seit 1880 mit dem Prinzen Alfred zu Löwenstein-Wertheim-Freudenberg verheiratet war. Auf Eugensberg liess sie umfangreiche Änderungen an Schloss und Park vornehmen. Amélie von Reichenbach-Lessonitz nutzte das Schloss jährlich für ein paar Monate als Sommersitz und hatte mehrmals den Schriftsteller Joseph Victor von Scheffel zu Gast. Im Oktober 1874 schrieb er ins Eugensberger Gästebuch:

„In himmelblauer Farbenpracht
 Erschimmert des Untersees Fluth,
 Und über Hegau wie Thurgau lacht
 Der Oktober mit herbstlicher Glut.
 Sonntäglich hallt der Glocken Geläut
 Vom sonnigen Uferland —
 Den Frieden Gottes hab' ich heut
 Hier oben fromm erkannt.
 Noch einen Blick der Reichenau
 Und ihrem blauwogenden See,
 Noch einen Dank der hohen Frau,
 Und dann — bergab, — ade!“

Nach dem Tod der Gräfin verkaufte ihre Tochter Pauline das Schloss an Hippolyt Saurer aus Arbon.

### Umbauten im 20. Jahrhundert
Der Grossindustrielle Hippolyt Saurer nahm mit den Zürcher Architekten Johann Rudolf Streiff und Georg Schindler in den Jahren 1916 bis 1918 grössere bauliche Veränderungen vor. Die strenge Empire-Fassade wurde im Stil des ausgehenden Historismus verfeinert. Im Innern gestalteten Streiff und Schindler eine neue Eingangshalle. Das ganze Schloss wurde mit neu herbeigeschafftem Mobiliar und Kunstgegenständen aus der Beauharnais-Zeit ausgestattet.

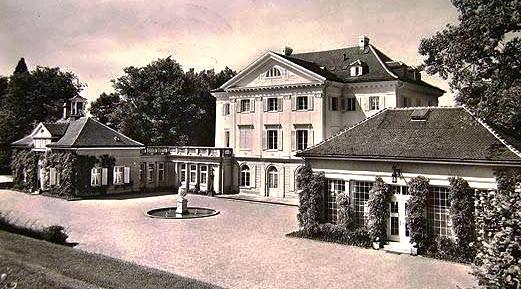
Schloss Eugensberg um 1920

Saurer liess Flügelbauten anfügen, die das Hauptgebäude mit den Nebengebäuden für Gärtner und Küche verbanden; das Gutsverwalterhaus Rosenhüsli, ein Rundtempel sowie weitere Aussenanlagen wurden erstellt. Sowohl das Äussere als auch die Innenausstattung des Schlosses sind im Stil des Empire restauriert und ergänzt worden. Der Gutsbetrieb wurde arrondiert, Zufahrtswege und Strassen wurden gebaut und eine Gutsscheune mit Bauernhof errichtet.
Hippolyt Saurer starb 1936. Die Witwe wollte 1938 das gesamte Anwesen an den Kanton Thurgau für 600.000 Schweizer Franken verkaufen. Nachdem ein Gutachten durch den Architekten Oskar Mörikofer die baulichen Veränderungen unter Gesichtspunkten des Denkmalschutzes kritisch bewertete, verzichtete der Kanton Thurgau auf den Kauf des Schlosses. Im Jahre 1939 überliess die Witwe Sina Saurer-Hegner das Bauwerk der Hippolyt-Saurer-Stiftung Schloss Eugensberg. Das Schloss war einige Jahre als Museum für die Öffentlichkeit zugänglich. Nachdem während des Zweiten Weltkriegs immer weniger Museumsbesucher kamen und der Stiftungsratspräsident Waldemar Ullmann im Jahre 1944 ermordet worden war, löste Sina Saurer-Hegner die Stiftung auf.
1948 wurde das Schloss für 850.000 Franken an den Diakonie-Verband Ländli verkauft, der ein Ferien- und Erholungsheim einrichtete. 1987 wurde dessen Betrieb eingestellt.
1990 kaufte Hugo Erb, ein Unternehmer aus Winterthur, das Anwesen. Mit dem Architekten Hermann Schmidt wurden zahlreiche weitere bauliche Veränderungen vorgenommen: Ein 3300 m³ Wasser fassendes Schwimmbad mit Annexbauten, die Überdachung der Eingangspartie im Stil eines klassizistischen Portikus, die zweite Seeterrasse mit Treppenanlage sowie eine Tiefgarage samt Sicherheitstunnel zum Schloss wurden errichtet; das Wege- und Strassennetz wurde erheblich ausgebaut.
Das Schloss ist heute weder zugänglich noch einsehbar, es liegt hinter meterhohen Hecken und Zäunen verborgen. Es wurde bis zu seinem Tod im April 2017 von Rolf Erb bewohnt, welcher es nach dem finanziellen Niedergang der Erb-Gruppe und nach dem Tod seines Vaters Hugo Erb seinen damals zehn Monate alten Zwillingen überschrieben hatte. Im Herbst 2015 bestätigte das Schweizerische Bundesgericht Erbs diesbezügliche Verurteilung wegen Gläubigerschädigung, womit auch Eugensberg in Erbs Konkursmasse fällt. Per 1. März 2019 wurde es vom deutschen IT-Unternehmer Christian Schmid, dem Gründer von Rapidshare, ersteigert.

## Park
Das Schloss wird von einem englischen Landschaftsgarten umgeben. Oberhalb des modernen Schwimmbads steht noch ein Rundtempel aus der Saurer-Bauphase, der sich an dorische Stilformen anlehnt. Von den 82 Hektar des gesamten Anwesens sind etwa 12 Hektar im engeren Sinne als Park gestaltet. Am Waldrand befindet sich ein Tennisplatz. Zu den alten Bäumen des Parks zählen sieben Mammutbäume. Es gibt einen Waldweiher und unterhalb des Schlosses einen Teich mit Seerosen.
Zum Grundbesitz gehören drei keltische Grabhügel aus der Hallstattzeit im sogenannten Eichholz, einem Wald, der hinter dem Schloss auf dem leicht ansteigenden Hang steht. Hier fanden im 19. Jahrhundert Raubgrabungen statt. 1933 liess Hippolyt Saurer die Grabhügel durch den ersten thurgauischen Kantonsarchäologen Karl Keller-Tarnuzzer und die Wissenschaftler P. Styger, Herbert Isler und Leutenegger untersuchen. Die Eidgenössische Materialprüfungsanstalt und der Botanische Garten der Universität Zürich erstellten Gutachten und das Urgeschichtliche Institut der Universität Tübingen restaurierte Fundstücke wie Waffen und die Urne. Die Funde liegen heute im Museum für Archäologie in Frauenfeld.
In der Nacht vom 2. auf den 3. September 1833 brannte die benachbarte Burg Sandegg nieder. Heinrich von Kiesow erwarb 1843 die Ruine, sie ist seither fester Bestandteil des Eugensberger Anwesens.